# Lijst van schilderijen, beelden en monumenten in de Sint-Servaasbasiliek
Deze lijst van schilderijen, beelden en monumenten in de Sint-Servaasbasiliek geeft een (onvolledig) overzicht van de belangrijkste schilderijen, beeldhouwwerken, grafmonumenten, epitaven en andere monumenten in het Sint-Servaascomplex in de Nederlandse stad Maastricht. Een deel van de kunstcollectie bevindt zich in de schatkamer van de kerk of in het lapidarium (in de oostcrypte). De meeste schilderijen en beelden bevinden zich op diverse locaties in de kerk, in de dagkapel of in de sacristie, waar ze, naast hun waarde als kunstobjecten, een religieus-educatieve functie vervullen.

## Historische achtergrond
De Sint-Servaaskerk geldt als de oudste, nog bestaande kerk in Nederland. In zijn lange en veelbewogen geschiedenis was het gebouw onder andere pelgrimskerk, koninklijke eigenkerk, kapittelkerk, parochiekerk en dekenaatskerk. Vooral in de hoge en late middeleeuwen vergaarde de Sint-Servaaskerk en het daaraan verbonden Sint-Servaaskapittel grote rijkdom, in die tijd vooral in de vorm van onroerend goed, en daarnaast gouden en zilveren reliekhouders en liturgische voorwerpen. De vele altaren in de kerk droegen heiligenbeelden. Vanaf het einde van de middeleeuwen kwamen daar schilderijen op paneel en doek bij. Een groot deel van deze kunstvoorwerpen ging na de opheffing van het kapittel in 1797 en de daarop volgende secularisatie verloren. Na de heringebruikname van de kerk in 1804 werd de sterk uitgedunde collectie enigszins aangevuld met die van enkele opgeheven kloosters. Tijdens de bloeitijd van het katholicisme ("Rijke Roomse Leven", ca. 1860-1960) was de kerk overdadig aangekleed met schilderijen en beelden, waarvan een deel bij de zogenaamde "tweede beeldenstorm" werd afgestoten.

## Lijst van schilderijen
Over de schilderijencollectie van de Sint-Servaaskerk vóór de secularisatie in 1797 is weinig bekend. Slechts één schilderij had een functie in de liturgie: het aan Jan van Eyck toegeschreven Vera Icon, een portret van Christus, dat echter in de negentiende eeuw verkocht werd en zich thans in de Alte Pinakothek in München bevindt. Een deel van de schilderijencollectie toont typisch dominicaanse thema's en is afkomstig uit het in 1798 opgeheven Dominicanenklooster. Enkele recente aanwinsten bevinden zich in de schatkamer. Wand- en plafondschilderingen zijn niet opgenomen. Geschilderde retabels komen in een aparte lijst van altaren aan bod.
| Plattegrond                                  | Onderwerp | Afmetingen (h × b)                | Datering                   | Kunstenaar                                                             | Afbeelding |
| -------------------------------------------- | --- | --------------------------------- | -------------------------- | ---------------------------------------------------------------------- | ---------- |
| Zuidertransept                               | Portret van de Heilige Franciscus van Sales (pendant aanwezig in het noordertransept) | 164 × 124 cm                      | ca. 1700                   | Anoniem                                                                |            |
| Zuidertransept                               | Heilige Dominicus met de apostelen Petrus en Paulus en drie cherubijnen (pendant aanwezig in het noordertransept) | 267 × 177 cm                      | 17e eeuw                   | Gaspar de Crayer?                                                      |            |
| Zuidertransept                               | Kruisiging van Petrus. Kopie van Guido Reni's altaarstuk uit ca. 1605 in de Vaticaanse Musea | 293 × 168 cm                      | midden 17e eeuw?           | Anoniem (Noord- of Zuid-Nederlands?)                                   |            |
| Zuidertransept                               | Sint-Jozef en de jonge Jezus | 210 × 129 cm                      | ca. 1630                   | Anoniem (Vlaamse of Hollandse School)                                  |            |
| Sint-Jozefkapel                              | De kracht van de rozenkrans: engelen te midden van heiligen (onder) en dominicanen en dominicanessen (midden) reiken rozenkransen uit en redden zielen uit het vagevuur | 255 × 198 cm                      | midden 17e eeuw            | Anoniem (Vlaamse School?)                                              |            |
| Zuidelijke zijbeuk(ingang Sint-Barbarakapel) | Portret van Sint-Barbara met Heilige Eucharistie en martelaarspalm; linksonder de toren waarin ze opgesloten was | 97 × 79 cm                        | ca. 1700                   | Anoniem (Vlaamse School?)                                              |            |
| Zuidelijke zijbeuk(Kapel OLV van Smarten)    | Bewening van Christus | 238 × 184 cm                      | 17e eeuw?                  | Anoniem (Vlaamse School?)                                              |            |
| Zuidelijke zijbeuk(Kapel OLV van Smarten)    | Heilige Familie in klassiek decor | ?                                 | 17e eeuw                   | Anoniem (Luikse School, Gerard de Lairesse?)                           |            |
| Kapel OLV van Smarten                        | Knielende Sint-Hubertus als ridder en jager; op de achtergrond Sint-Servaas en een fantasievoorstelling van een kerk of kathedraal | 205 × 142 cm                      | 17e eeuw                   | Joannes Wery                                                           |            |
| Doopkapel                                    | Johannes de Doper doopt Jezus in de Jordaan | 155 × 80 cm                       | 17e eeuw                   | Anoniem (Vlaamse School?)                                              |            |
| Heilig Hartkapel                             | Triptiek boven het epitaaf van Meys: middenpaneel met het martelaarschap van Sint-Sebastiaan; zijpanelen met mannelijke donors (linkerpaneel binnenzijde) en vrouwelijke donors en Maria met Kind (rechterpaneel binnenzijde); op de buitenkanten grisailles met Sint-Bartolomeüs (links) en Sint-Sebastiaan (rechts) | ca. 200 × 300 cm                  | 16e eeuw                   | Anoniem (Zuid-Nederlands)                                              |            |
| Noordertransept                              | Ecce Homo: Jezus aan het volk getoond | 200 × 195 cm (bovenkant halfrond) | 17e eeuw                   | Anoniem (Hollandse School met Caravaggistische invloed)                |            |
| Noordertransept                              | Bewening van Christus (pendant van vorig schilderij) | 200 × 195 cm (bovenkant halfrond) | 17e eeuw                   | Anoniem (Hollandse School met Caravaggistische invloed)                |            |
| Noordertransept                              | Heilige Hyacinthus (met beeld van Madonna en Kind) geneest de zieken (pendant aanwezig in het zuidertransept) | 268 × 175 cm                      | 17e eeuw                   | Gaspar de Crayer?                                                      |            |
| Noordertransept                              | Portret van de Heilige Carolus Borromeus (pendant aanwezig in het zuidertransept) | 163 × 123 cm                      | ca. 1700                   | Anoniem                                                                |            |
| sacristie                                    | Zeven werken van barmhartigheid | ?                                 | ca. 1600                   | Anoniem                                                                |            |
| Sint-Servaaskapel                            | Kapucijnen verzorgen pestlijders tijdens de pestepidemie van 1632-33 in Maastricht | 72 × 133 cm                       | ca. 1632                   | Anoniem                                                                |            |
| Sint-Servaaskapel                            | Hemelvaart van Sint-Servaas, omringd door engelen (eertijds in het noordertransept) | ca. 100 × 75 cm                   | ca. 1837                   | Théodore Schaepkens                                                    |            |
| Sint-Servaaskapel                            | Sint-Servaas ontvangt de bisschopsstaf van een engel | 206 × 144 cm                      | 17e eeuw                   | Gaspar de Crayer?                                                      |            |
| Schatkamer                                   | Heilige Maagschap, met linksonder Sint-Servaas (bruikleen RCE) | ca. 20 × 40 cm (paneel)           | ca. 1490                   | Anoniem (Westfalen)                                                    |            |
| Schatkamer                                   | Het laatste oordeel | 94 × 122 cm (paneel)              | late 16e eeuw              | Anoniem (Zuid-Nederlands, onder invloed van Frans Floris)              |            |
| Schatkamer                                   | Portret van kanunnik en pauselijk pronotarius Guilielmus (Willem) Lipsen (1621-1695), vanaf 1661 deken van het kapittel van Sint-Servaas (afkomstig van R.K. Weeshuis; zie ook zijn epitaaf elders in de kerk) | 165,5 × 126 cm                    | 2e helft 17e eeuw          | Anoniem                                                                |            |
| Schatkamer                                   | Anna te Drieën | ?                                 | 16e eeuw?                  | Anoniem (naar Italiaans voorbeeld)                                     |            |
| Schatkamer                                   | Kerkinterieur: zicht op het westwerk van de Sint-Servaaskerk (in 1987 verworven) | 45 × 62 cm                        | ca. 1848/49                | Johannes Bosboom                                                       |            |
| Schatkamer                                   | Het offer van Melchisedek | 215 × 120 cm                      | 1754                       | Jean II Restout (en)                                                   |            |
| Schatkamer                                   | Sint-Rochus door de engelen genezen van de pest | 123 × 93 cm                       | late 17e eeuw              | Anoniem (Vlaamse School)                                               |            |
| Schatkamer                                   | Heilige Drie-eenheid ("Genadestoel") met twee engelen | 139 × 107 cm (paneel)             | 18e eeuw?                  | Anoniem (Zuid-Nederlands, naar Robert Campin of Rogier van der Weyden) |            |
| Schatkamer                                   | Aanbidding der herders | 142 × 109 cm                      | ca. 1600                   | Anoniem (Zuid-Nederlands)                                              |            |
| In depot                                     | Vijf pausen met hun citaten over Thomas van Aquino; v.l.n.r.: Benedictus XIV, Johannes XXII, Pius V, Alexander VII en Paulus V (tot 1798: collectie Dominicanenklooster) | 133 × 155 cm                      | 2e helft 17e eeuw          | Anoniem                                                                |            |
| In depot                                     | Vier pausen met hun citaten over Thomas van Aquino; v.l.n.r.: Innocentius VI, Clemens VIII, Clemens VI en Urbanus V; op de achtergrond twee franciscaner monniken (tot 1798: collectie Dominicanenklooster) | 133 × 155 cm                      | 2e helft 17e eeuw          | Anoniem                                                                |            |
| In depot                                     | Portret Mattheüs Dolmans (1673-1729), dominicaan en controverseprediker (tot 1798: collectie Dominicanenklooster; beschadigd) | ?                                 | 1e helft 18e eeuw?         | Anoniem                                                                |            |
| Locatie onbekend                             | Christus als Salvator Mundi, met opschrift in bovenrand: ego svm via (ik ben de weg) | 60 × 40 cm (paneel)               | ca. 1500                   | Anoniem (Zuid-Nederlands)                                              |            |
| Locatie onbekend                             | Twee zijluiken van een triptiek, eertijds gekoppeld aan het Maastrichts passieretabel; linkerpaneel: Kruisdraging (buitenkant: Annunciatie); rechterpaneel: Kruisafneming (buitenkant: Ontmoeting van Maria met Elisabeth en Zacharias)                                                                               | 173 × 63 cm (elk)                 | ca. 1600 (Zuid-Nederlands) | Anoniem                                                                |            |

## Lijst van beeldhouwwerken
Hieronder volgt een overzicht van de voornaamste beelden (standbeelden, beeldjes en beeldengroepen) en reliëfs in de kerk en haar bijgebouwen. Niet aan de orde komen bouwsculpturen, zoals gebeeldhouwde kapitelen, consoles, sluitstenen en timpanen, tenzij deze als losse sculpturen tentoongesteld worden. Grafmonumenten, epitafen en andere monumenten zijn in een aparte lijst in dit artikel opgenomen. Gebeeldhouwde altaarretabels worden elders in een lijst van kerkmeubilair besproken, met uitzondering van het dubbelreliëf van het Westwerkaltaar, het Maastrichts passieretabel en enkele losse heiligenbeelden die op altaren zijn geplaatst. Hetzelfde geldt voor gebeeldhouwd kerkmeubilair (zoals de barokke biechtstoelen van Daniël van Vlierden en het neogotisch koorgestoelte) en diverse antropomorfe reliekhouders, liturgisch vaatwerk en andere toegepaste kunst in de kerkschat.
| Plattegrond                  | Onderwerp | Afmetingen (h × b × d)                       | Datering                        | Kunstenaar                            | Afbeelding      |
| ---------------------------- | --- | -------------------------------------------- | ------------------------------- | ------------------------------------- | --------------- |
| Oostcrypte                   | Fragment van een marmeren Romeinse sarcofaag, met afbeelding van een worstelaar. Vroeger bevestigd aan de buitenmuur van de apsis | 77 × 20-35 × 4-12 cm                         | 3e eeuw?                        | Anoniem                               |                 |
| Oostcrypte                   | Merovingisch reliëf, wellicht deel van een koorafscheiding, met afbeelding van kindermoord te Bethlehem en vlucht naar Egypte | 27 × 91 × 7 cm                               | 8e eeuw                         | Anoniem                               | Geen afbeelding |
| Oostcrypte                   | Twee romaanse kapitelen: een beschadigd teerlingkapiteel met fleur-de-lisdecoratie, mogelijk afkomstig uit de vieringscrypte; het andere is een bladkapiteel uit de Keizerzaal                                                                                | 56 × 67 × 67 cm en 38 (+ 5) × 46 × 46 cm     | 11e-12e eeuw                    | Anoniem                               |                 |
| Oostcrypte                   | ca. 25 gebeeldhouwde fragmenten van het gotisch doksaal, waarvan ca. 10 met figuratieve afbeeldingen uit de Sint-Servaaslegende | ca. 300-600 × 900-1100 cm (compleet doksaal) | ca. 1275-1300                   | Anoniem                               |                 |
| Schip (vieringsgewelf)       | Laatgotisch corpus van een crucifix, hing vroeger buiten onder een afdakje tegen de apsis; het kruis zelf is modern | ?                                            | ca. 1510                        | toeschrijving Jan van Steffeswert     |                 |
| Schip (vieringspijler)       | Gotisch beeld Sint-Servaas (met neogotisch baldakijn), oorspronkelijk opgesteld in medio ecclesiae vóór het gotisch doksaal. Het beeld, met Sint-Servaassleutel, bisschopsstaf en draak, vormde de basis voor vrijwel alle latere afbeeldingen van de heilige | levensgroot                                  | ca. 1300 (polychromie: 1858/84) | Anoniem (Keulen?)                     |                 |
| Schip (vieringspijler)       | Neogotisch beeld Sint-Lambertus, gebaseerd op het voorgaande beeld | levensgroot                                  | late 19e eeuw                   | Atelier Cuypers-Stoltzenberg?         |                 |
| Schip (gewelf)               | Laatgotisch Marianum: tweezijdig beeld van Madonna met Kind op maansikkel binnen een dubbele ovaal (alleen het beeld aan de westzijde is origineel) | ?                                            | ca. 1510-15                     | toeschrijving Jan van Steffeswert     |                 |
| Schip (pijlers)              | Moderne kruiswegstaties van chamotte in reliëf, oorspronkelijk in de kapel van het Ziekenhuis Sint Annadal, vanaf 1991 aan de westzijde van de 14 pijlers tussen schip en zijbeuken, ter vervanging van de 19e-eeuwse geschilderde staties                    | ?                                            | 1962-65                         | Gertrud Januszewski                   |                 |
| Kapel van het H. Aanschijn   | 2 gevleugelde engelen als kaarsenhouders op viervoudige zuiltjes, ter weerszijde van het altaar van het Heilig Aanschijn, alles van koper | ?                                            | 1888                            | Atelier Cuypers-Stoltzenberg          |                 |
| Zuidertransept               | Beeld vrouwelijke figuur met crucifix en miskelk als personificatie van het Nieuwe Testament. Op de marmeren pyloon een reliëf met twee putti die een portretmedaillon van een onbekende bisschop omhooghouden. Pendant aanwezig in noordertransept           | ?                                            | 1732                            | Denis-Georges Bayar                   |                 |
| Sint-Jozefkapel              | Neogotisch beeld Sint-Jozef met Kindje Jezus, als onderdeel van neogotisch altaar | ?                                            | eind 19e eeuw?                  | Anoniem                               |                 |
| Sint-Barbarakapel            | Nederrijns gepolychromeerd beeld van Sint-Barbara (met neogotisch voetstuk, torentje en baldakijn) | 103 cm hoog                                  | ca. 1500                        | Anoniem                               |                 |
| Kapel OLV van Smarten        | Laatgotisch beeld (lindenhout, gepolychromeerd) van Maria met dode Jezus (Piëta) | 127 × 127 cm                                 | ca. 1500                        | Anoniem                               |                 |
| Zuiderzijbeuk                | 2 beeldjes van bisschoppen, geplaatst in nissen ter weerszijde van doorgang naar Bergportaal | ?                                            | ?                               | Anoniem                               |                 |
| Westwerk                     | Dragers van de Noodkist (afstudeerwerkstuk Middelbare Kunstnijverheidsschool) | ?                                            | 1951-52                         | Herman van Elteren                    |                 |
| Westwerk                     | Romaans dubbelreliëf van harde mergel, onderdeel van het Westwerkaltaar, met Madonna met kindje Jezus in een mandorla, geflankeerd door twee engelen (onder), en Jezus met Sint-Petrus en Sint-Servaas (boven)                                                | 185 × 176 cm                                 | ca. 1150-60                     | Anoniem                               |                 |
| Westwerk                     | Gipsen standbeeld Karel de Grote, vroeger als heilige vereerd en een centrale positie in het westwerk innemend; thans in een nis, vrijwel uit het zicht | ?                                            | 1845                            | Willem Geefs                          |                 |
| Heilig Hartkapel             | Neogotisch Heilig Hartbeeld als onderdeel van een altaar | ?                                            | eind 19e eeuw?                  | Anoniem                               |                 |
| Sint-Antoniuskapel           | Beeld Sint-Gerardus Majella | ?                                            | eind 19e of 20e eeuw            | Anoniem                               |                 |
| Sint-Antoniuskapel           | Beeld Sint-Antonius van Padua met neogotisch baldakijn als onderdeel van een altaar | ?                                            | eind 19e eeuw?                  | Anoniem                               |                 |
| Kapel OLV Zetel der Wijsheid | Maaslandse Sedes Sapientiae, waarschijnlijk vroeger in het westwerk | 130 cm hoog                                  | ca. 1275                        | Anoniem                               |                 |
| Noordertransept              | Beeld van koning David met harp, als personificatie van het Oude Testament. Op de marmeren pyloon een reliëf met twee putti die een portretmedaillon van een onbekende bisschop omhooghouden. Pendant aanwezig in het zuidertransept                          | ?                                            | 1732                            | Denis-Georges Bayar                   |                 |
| Kapel HH. Eligius en Marcoen | Beeldje Sint-Eligius, omstreeks 1805 overgebracht uit de Dominicanenkerk | ?                                            | 1e helft 16e eeuw?              | Jan van Steffeswert (toeschrijving)   |                 |
| Kapel HH. Eligius en Marcoen | Beeldje Sint-Marcoen, omstreeks 1805 overgebracht uit de Dominicanenkerk | ?                                            | 1e helft 16e eeuw?              | Jan van Steffeswert (toeschrijving)   |                 |
| Bij Noordwestportaal         | Laatgotisch(?) beeld Sint-Servaas (of Sint-Petrus?) | levensgroot                                  | 15e/16e eeuw?                   | Anoniem                               |                 |
| Westelijke kruisgang         | Neogotisch beeld van Jezus in het graf | levensgroot                                  | 4e kwart 19e eeuw               | Anoniem                               |                 |
| Westelijke kruisgang         | Neogotisch beeld van Maria en kindje Jezus als Heilig Hart van Jezus | levensgroot                                  | 4e kwart 19e eeuw?              | Anoniem                               |                 |
| Westelijke kruisgang         | Modern beeld Sint-Servaas, gebaseerd op het bronzen standbeeld van Charles Vos uit 1934 bij de Sint-Servaasfontein op het Keizer Karelplein. Op 14 mei 1985 ingezegend door paus Johannes Paulus II. Voorheen in de Sint-Servaaskapel.                        | ?                                            | ca. 1985                        | Sjef Eijmael                          |                 |
| Sint-Servaaskapel            | Laatgotisch beeld van Maria met kindje Jezus ("Madonna met de druiventros"); neogotische polychromie | 140 cm hoog                                  | 15e eeuw                        | Anoniem (Nederrijns?)                 |                 |
| Sint-Servaaskapel            | Maastrichts passieretabel met 6 scènes uit het lijdensverhaal van Jezus | 250 × 175 cm                                 | ca. 1530                        | Anoniem (Maaslands atelier)           |                 |
| Sint-Servaaskapel            | Laatgotisch houten corpus van crucifix, vroeger in het transept | ?                                            | ca. 1510                        | omgeving Jan van Steffeswert          |                 |
| Noordelijke kruisgang        | Houten corpus van crucifix | ?                                            | ?                               | Anoniem                               |                 |
| Kruisgang                    | Houten corpus van crucifix, geplaatst in gotische kapel (voormalig portaal) | ?                                            | ?                               | Anoniem                               |                 |
| Oostelijke kruisgang         | Beeld van Madonna met Kind, geplaatst in rijkversierde gotische nis | ?                                            | ?                               | Anoniem                               |                 |
| Schatkamer                   | Ivoren reliëf met Annunciatie en Madonna met Kind | ?                                            | ca. 1340-50                     | Anoniem (Frankrijk)                   |                 |
| Schatkamer                   | Boekomslag met ivoren reliëf met Kruisiging | ?                                            | 15e eeuw                        | Anoniem (Frankrijk)                   |                 |
| Schatkamer                   | Ivoren reliëf met Aanbidding der Koningen (helft van diptiek) | ?                                            | 15e eeuw                        | Anoniem (Duitsland)                   |                 |
| Schatkamer                   | Ivoren medaillon met Ecce Homo in barokstijl | ?                                            | ca. 1650                        | David Heschler (Ulm)                  |                 |
| Schatkamer                   | Paar engelen met wierookvaten in romaanse stijl, oorspronkelijk in de schatkamer van de Onze-Lieve-Vrouwebasiliek. Verguld koperen reliëfs met edelstenen op eikenhouten plank                                                                                | 71 × 20,5 cm; 70,5 × 20 cm                   | late 12e eeuw                   | Anoniem (Maaslands)                   |                 |
| Schatkamer                   | Fragment van romaans doopvont met drie apostelen(?) onder een arcade | ?                                            | ca. 1170                        | Anoniem (Maaslands?)                  |                 |
| Schatkamer                   | Vroegchristelijk crucifix | ?                                            | 6e/7e eeuw                      | Anoniem                               |                 |
| Schatkamer                   | Bronzen crucifix met Maria en Johannes | 24,3 cm hoog                                 | ?                               | Anoniem (Koptisch?)                   |                 |
| Schatkamer                   | Romaans corpus van crucifix | ?                                            | 12e eeuw                        | Anoniem (Maastricht?)                 |                 |
| Schatkamer                   | Romaans corpus van crucifix | ?                                            | ca. 1230                        | Anoniem                               |                 |
| Schatkamer                   | Romaans crucifix | ?                                            | 13e eeuw                        | Anoniem                               |                 |
| Schatkamer                   | Gotisch corpus van crucifix | ?                                            | ca. 1350                        | Anoniem                               |                 |
| Schatkamer                   | Laatgotisch crucifix | ?                                            | 15e eeuw                        | Anoniem                               |                 |
| Schatkamer                   | Pelgrimscrucifix | ?                                            | 19e eeuw                        | Anoniem (Spanje)                      |                 |
| Schatkamer                   | Apostelbalk, volgens Victor de Stuers afkomstig uit de kapel van het voormalig Sint-Jacobsgasthuis, later als reliekenkist geassembleerd en weer gedemonteerd. Een vergelijkbare apostelbalk in de Sint-Michaëlkerk in Heugem dateert uit omstreeks 1500      | ca. 40 × 310 × 15 cm                         | ca. 1500?                       | Anoniem                               |                 |
| Schatkamer                   | Laatgotische Johannes in disco | 52 cm (middellijn)                           | 15e/16e eeuw                    | Anoniem (Duits?)                      |                 |
| Schatkamer                   | Reliëf met Christus voor Caiphas, waarschijnlijk onderdeel van groter retabel | ?                                            | ca. 1550                        | Anoniem (Zuid-Duitsland)              |                 |
| Schatkamer                   | Zilveren reliëf met Vierstromenfontein op Piazza Navona in Rome, een van de weinige voorbeelden van Maastrichts zilver die niet onder toegepaste kunst vallen. In 1780 door Mechteld Wery geschonken aan het R.K. Weeshuis in Maastricht                      | 96 × 67,5 cm (incl. lijst)                   | 1710-12                         | Fredericus Wery                       |                 |
| Schatkamer                   | Beeld van Sint-Petrus | ?                                            | 16e/17e eeuw?                   | Anoniem                               |                 |
| Schatkamer                   | Beeld van Sint-Paulus | ?                                            | 16e/17e eeuw?                   | Anoniem                               |                 |
| Schatkamer                   | Beeld heilige bisschop met kerk (Monulfus?) | ?                                            | 17e/18e eeuw?                   | Anoniem                               |                 |
| Schatkamer                   | Gotisch beeldje Sint-Barbara met restanten originele polychromie | 41 cm hoog                                   | 15e eeuw                        | Anoniem (Antwerpen of Mechelen?)      |                 |
| Schatkamer                   | Onthoofding van Sint-Barbara, vermoedelijk onderdeel van een groter retabel (moderne polychromie) | 28 × 18,5 cm                                 | ca. 1520                        | Anoniem                               |                 |
| Schatkamer                   | Laatgotisch beeldje Sint-Servaas met sleutel, staf en draak | ?                                            | ca. 1525                        | Anoniem                               |                 |
| Schatkamer                   | Anna te Drieën | 63 × 32 cm                                   | ca. 1550                        | Anoniem                               |                 |
| Schatkamer                   | Laatgotisch beeldje Sint-Jan Evangelist(?) | ?                                            | 16e eeuw                        | Anoniem (omgeving Meester van Elsloo) |                 |
| Schatkamer                   | Barok beeld Sint-Theresia | ?                                            | 17e eeuw?                       | Anoniem                               |                 |
| Schatkamer                   | Lindehouten beeldje Madonna met Kind | 45 cm                                        | ca. 1750                        | Anoniem                               |                 |

## Lijst van monumenten
Hieronder volgt een opsomming van de voornaamste grafmonumenten, epitaven en andere monumenten in de kerk en kloostergangen. Van de grafzerken en memoriestenen worden slechts enkele exemplaren besproken die opvallen vanwege hun beeldhouwwerk of historische betekenis.
| Plattegrond                                  | Beschrijving | Afmetingen (h × b × d)                                     | Datering                                     | Kunstenaar / opdrachtgever        | Afbeelding |
| -------------------------------------------- | --- | ---------------------------------------------------------- | -------------------------------------------- | --------------------------------- | ---------- |
| Oostcrypte                                   | Cenotaaf van Monulfus en Gondulfus, zandstenen cenotaaf in romaanse stijl, oorspronkelijk geplaatst in medio ecclesiae boven het vermeende graf van de 6e-eeuwse bisschoppen Monulfus en Gondulfus | 93 × 235 × 117 cm                                          | 2e helft 11e eeuw                            | Humbertus (opdrachtgever)         |            |
| Vieringscrypte                               | Beschilderde, stenen sarcofaag van de heilige bisschoppen van Maastricht: mogelijk van romeinse oorsprong, waarschijnlijk in 1039 hergebruikt voor de elevatio van de bisschoppen Monulfus en Gondulfus, later aangevuld met relieken van 3 andere bisschoppen: Valentinus, Candidus en Servatius | 132 × 109 × 156 cm                                         | laat-romeins met 17e-eeuwse(?) beschildering | onbekend                          |            |
| Schip                                        | Zwaar beschadigde grafzerk van proost Engelbert van Heemstede († 1539), in medio ecclesiae, waarschijnlijk in de Franse tijd ontdaan van het lijkdicht in bronzen letters, door Van Heylerhoff opgetekend. | 361 × 193 cm                                               | 1539                                         | onbekend                          |            |
| Vrijthofportaal (zuid)                       | Memoriesteen van de medicus en humanist Nicolaas Beyssel, bouwheer van Huis de Torentjes in Sint Pieter | 64 × 75 cm                                                 | 16e eeuw                                     | onbekend                          |            |
| Kapel van het H. Aanschijn                   | Epitaaf van kanunnik Egidius Ruyschen met reliëfvoorstellingen tussen twee renaissance-zuiltjes: een knielende geestelijke en Maria met het kindje Jezus, op een maansikkel en omgeven door stralen; daarboven: een schelp en twee engeltjes; bovenaan: de Majestas Domini | ?                                                          | 1557                                         | onbekend                          |            |
| Sint-Barbarakapel                            | Epitaaf van zwart en wit marmer van kanunnik Guilielmus (Willem) Lipsen, in reliëf afgebeeld, knielend voor een kruisbeeld en aangespoord door een engel; erboven hangt een ovaal wapenschild (zie ook zijn portret in de schatkamer) | 142 × 91 cm                                                | 1695                                         | onbekend                          |            |
| Sint-Barbarakapel                            | Grafzerk van kanunnik Henricus van [...]oel[...] († 1528), met wapenschild, een miskelk met hostie en op de hoeken de vier evangelistensymbolen | 269 × 146 cm                                               | 1528                                         | onbekend                          |            |
| Sint-Barbarakapel                            | Grafzerk van Willem Sandsland, kapitein der infanterie in het Staatse leger, die bij het Beleg van Maastricht (1673) sneuvelde; zijn zerk is bezaaid met wapenschilden en een Franstalig(!) grafschrift. | 114 × 84,5 cm                                              | 1673                                         | onbekend                          |            |
| Sint-Barbarakapel                            | Grafzerk van onbekende kanunnik(?) | ?                                                          | ?                                            | onbekend                          |            |
| Zuiderzijbeuk (ingang Kapel OLV van Smarten) | Epitaaf van zwart en wit marmer van kanunnik Godefridus Thisius († 1604), bestaande uit drie delen met in het middendeel 5 albasten reliëfs: een knielende kanunnik, de Drie-eenheid en de Maagd Maria. | 290 × 120 cm                                               | 1604                                         | onbekend                          |            |
| Kapel OLV van Smarten                        | Epitaaf van kanunnik Engelbert Boonen († 1661), niet te verwarren met proost Engelbert Boonen († 1629); classicistisch vormgegeven monument bestaande uit ornamenten van zwart marmer met twee witmarmeren cherubijnen. | ?                                                          | 1661                                         | onbekend                          |            |
| Kapel OLV van Smarten                        | Epitaaf met portretreliëf en wapenschild van kardinaal Van Rossum; op 3 september 1932 vond zijn uitvaartdienst plaats in deze kerk | ?                                                          | 1936                                         | onbekend                          |            |
| Zuiderzijbeuk                                | Gedenkplaat van een stichting van missen en Franstalige catechismuslessen van Claude-Frédéric t'Serclaes van Tilly († 1723) en Anna Antoinetta d'Aspremont Lynden († 1743) | ?                                                          | ca. 1743                                     | onbekend                          |            |
| Kapel OLV van Smarten                        | Grafzerk van een kanunnik met eenvoudige lijntekening van een priester met miskelk | ?                                                          | ?                                            | onbekend                          |            |
| Kapel OLV van Smarten                        | Grafzerk van Reinier van Gelre, stadhouder van Gronsveld, en Wijnand van Gelre, kanunnik van Sint-Servaas. De steen bevat een groot medaillon, met Franse lelies omgeven, waarbinnen 2 familiewapens (o.a. van Gelre); daaronder twee grafschriften binnen een vierkant | 222 × 125 cm                                               | ca. 1634                                     | onbekend                          |            |
| Kapel OLV van Smarten                        | Grafzerk met dubbel familiewapen en grafschrift | ?                                                          | ?                                            | onbekend                          |            |
| Kapel OLV van Smarten                        | Grafzerk van Andreas Wirt(?) met afbeelding van miskelk in cirkel en grafschrift in ovaal | ?                                                          | 1673                                         | onbekend                          |            |
| Kapel OLV van Smarten                        | Grafzerk met familiewapen met groot helmteken; daarboven en als randschrift het grafschrift | ?                                                          | ?                                            | onbekend                          |            |
| Doopkapel                                    | Grafzerk met familiewapen in medaillon en grafschrift van kanunnik Godfried van Chiny († 29 juni 1438); het familiewapen is van Heinsberg; het randschrift wordt onderbroken door de vier evangelistensymbolen op de hoeken | 290 × 137 cm                                               | 1438                                         | onbekend                          |            |
| Doopkapel                                    | Grafzerk met familiewapen en grafschrift van kanunnik Johannes van Pietersheim († 1428); het randschrift wordt onderbroken door de 4 evangelistensymbolen op de hoeken | 290 × 157 cm                                               | 1428                                         | onbekend                          |            |
| Heilig Hartkapel                             | Epitaaf van de familie Meysz. Grafmonument bestaande uit meerdere delen in zwart, grijs en rood marmer. Centraal op het onderstuk: een schildering van Jezus met Maria en Martha, geflankeerd door acht wapenschilden. Voor het bijbehorende, geschilderde drieluik: zie de Lijst van schilderijen hierboven. Het bovendeel bestaat uit een gebogen fronton. Op het onderste stuk staat een grafschrift.                                                                                            | 260 × 211 cm (hoogte met drieluik en fronton is bijna 5 m) | 1655                                         | onbekend                          |            |
| Heilig Hartkapel                             | Epitaaf van Carolo Richardoto, Spaans gezant in Maastricht, aldaar gestorven op 3 november 1600. Het reliëf toont een jongeman met molenkraag knielend voor het Heilig Hart onder een arcade. Daarboven diverse wapenschilden; eronder een grafschrift | 220 × 110 cm                                               | 1600                                         | onbekend                          |            |
| Heilig Hartkapel                             | Grafzerk familie Van Eyll met lelie; waarschijnlijk de grafzerk van degenen die op het epitaaf Meysz (zie hierboven) worden vermeld | 241 × 126 cm                                               | ?                                            | onbekend                          |            |
| Heilig Hartkapel                             | Grafzerk van kanunnik Petrus Nepotis († 1 december 1458 [1358?]) met randschrift, vier hoekmedaillons met evangelistensymbolen en een centraal geplaatst familiewapen in een vierpas | 185 × 130 cm                                               | 1458 (1358?)                                 | onbekend                          |            |
| Heilig Hartkapel                             | Grafzerk van kanunnik en scholasticus Joannis Hovelmans († 1615) met groot medaillon met engel die wapenschild vasthoudt | 175 × 110 cm                                               | 1615                                         | onbekend                          |            |
| Heilig Hartkapel                             | Grafzerk kanunnik Michael Crusens († 1626) met grafschrift en groot wapenschild | 200 × 123 cm                                               | 1626                                         | onbekend                          |            |
| Sint-Antoniuskapel                           | Epitaaf van Octavio Pocobello van zwart marmer. Het reliëf toont een krijgsman in wapenrusting knielend voor een crucifix. Links van het kruis zijn helm, handschoenen en wapenschild. De tekst onderaan zou van Justus Lipsius zijn | 77 × 59,5 cm                                               | 1600                                         | onbekend                          |            |
| Sint-Antoniuskapel                           | Epitaaf van Joseph van Meer († 1721) in zwart en wit marmer | ?                                                          | 1721                                         | onbekend                          |            |
| Sint-Antoniuskapel                           | Grafzerk met grafschrift in concentrische cirkels rondom een familiewapen | ?                                                          | ?                                            | onbekend                          |            |
| Sint-Antoniuskapel                           | Grafzerk van Guillaume de Stappers († 5 december 1792) met twee wapenschilden, helmteken en opschrift in wit en zwart marmer | 175 × 88 cm                                                | 1792                                         | onbekend                          |            |
| Sint-Antoniuskapel                           | Grafzerk van een priester (kanunnik of scholaster?). De steen toont een lijntekening van een priester onder een gotische boog en was ooit met koper of messing ingelegd. Het randschrift wordt onderbroken door vierpassen op de hoeken met evangelistensymbolen | 270 × 146 cm                                               | 15e eeuw?                                    | onbekend                          |            |
| Kapel OLV Zetel der Wijsheid                 | Epitaaf van Theodoricus van Dordt, kanunnik van Sint-Servaas († 15 december 1602) en zijn verwante Johannes van Best Dordt, kanunnik van de Heilig Kruiskerk in Luik († 13 augustus 1615). Het reliëf toont twee geknielde kanunniken voor een kruisbeeld | 144 × 60 cm                                                | 1615                                         | onbekend                          |            |
| Kapel OLV Zetel der Wijsheid                 | Epitaaf van Henricus Franciscus de Bounam, ofwel Bonhomme († 16 augustus 1742), gedurende 69 jaar kanunnik en 49 jaar deken van het kapittel | ?                                                          | 1742                                         | onbekend                          |            |
| Kapel OLV Zetel der Wijsheid                 | Grafzerk van kanunnik Tilmanus de Frens, volgens het slechts ten dele leesbare randschrift de schenker van deze kapel. De zerk toont een eenvoudige lijntekening van een priester die zijn handen vouwt boven een kelk, onder een versierde gotische spitsboog | 223 × 120 cm                                               | 14e eeuw?                                    | onbekend                          |            |
| Noordertransept                              | Grafmonument van de graaf en gravin Van den Bergh in wit en zwart marmer, in 1805 overgebracht vanuit de Dominicanenkerk. Het monument toont de gestorven graaf, liggend op een dodenkleed, beweend door zijn vrouw, en geflankeerd door twee vrouwelijke figuren, Geloof en Hoop. Het grafelijk paar is geplaatst in een halfronde nis met koepelgewelf, geflankeerd door pilasters en bekroond door een gebeeldhouwd fronton met putti. Daarboven torent het alliantiewapen, omgeven door 3 putti | ruim 6 m hoog                                              | 1669                                         | Johannes Bossier (Johan Bouchier) |            |
| Westelijke kruisgang                         | Epitaaf met reliëf van kruis en aan weerszijden drie knielende figuren. | ?                                                          | 1608-17                                      | onbekend                          |            |
| Noordelijke kruisgang                        | Beschadigd epitaaf met reliëf van de stichter(?) met 2 heiligen, geknield voor tronende Maria met engelen | ?                                                          | 15e/16e eeuw?                                | onbekend                          |            |
| Noordelijke kruisgang                        | Beschadigd epitaaf met reliëf van de stichter met vrouw en kinderen en patroonheiligen(?), knielend voor een beeld van een onherkenbare heilige in een nis | ?                                                          | 15e/16e eeuw?                                | onbekend                          |            |
| Oostelijke kruisgang                         | Epitaaf van Paulus Millen († 13? september 1604), doctor en rector van de kapittelschool | ?                                                          | 1604                                         | onbekend                          |            |
| Oostelijke kruisgang                         | Epitaaf bestaande uit rechthoekig reliëf in zwarte omlijsting met fronton; daaronder een zwarte ovale memoriesteen, waarvan de tekst grotendeels onleesbaar is. Het reliëf toont een knielend echtpaar en een wolkenhemel met God de Vader, Jezus, Maria en een onbekende heilige | ?                                                          | 17e eeuw                                     | onbekend                          |            |
| Oostelijke kruisgang                         | Epitaaf van Petrus Bouchaert († 1557); de Latijnse tekst is geplaatst tussen twee renaissancezuilen die een fronton met een gevleugeld engelenkopje dragen | ?                                                          | 1557                                         | onbekend                          |            |
| Oostelijke kruisgang                         | Epitaaf van Johannes Bouwens, virgifer van de kerk, mogelijk roededrager († 18 december 1629), en Anna Greijten († 4 juni 1607) met reliëf van gezin met 3 kinderen rondom een crucifix; daarboven een adelaar | 64 × 87 cm                                                 | 1629                                         | onbekend                          |            |
| Dubbelkapel                                  | Grafzerk van deken Gerardus van Schonau († 1329) uit het geslacht Van Schoonvorst ("de Scoenoue"), dat in de veertiende eeuw ook twee proosten van Sint-Servaas leverde | ?                                                          | 1329                                         | onbekend                          |            |
| Dubbelkapel                                  | Dubbelgebruikte grafzerk van deken Reynier van Oud-Valckenborgh († 17 maart 1296); ruim een eeuw later opnieuw gebruikt voor proost Hendrik van Bylandt († 14 januari 1405). Van beide geestelijken is bekend dat zij zich hebben ingezet voor de instandhouding en uitbreiding van de kerkschat, die al sinds de middeleeuwen in deze ruimte wordt bewaard | ?                                                          | 1296                                         | onbekend                          |            |
| Dubbelkapel                                  | Grafzerk van kanunnik Egidius de Lymborgh († 1521), waarschijnlijk vanuit de kloostergang hierheen verplaatst | ?                                                          | 1521                                         | onbekend                          |            |